# AC Greyhound

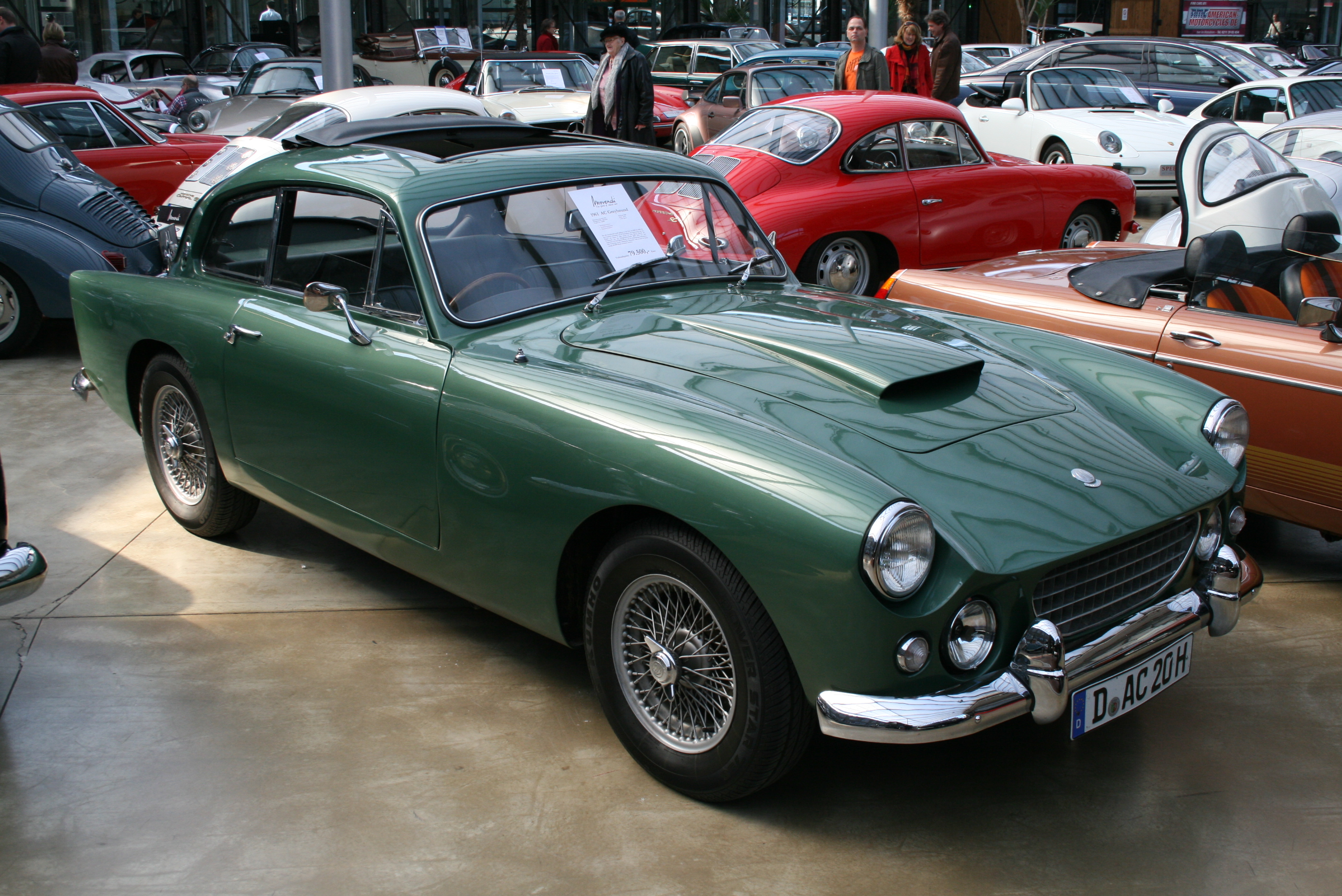
AC Greyhound

Der AC Greyhound ist ein Sportwagen des britischen Automobilherstellers AC Cars Ltd., der von 1959 bis 1963 in kleiner Serie hergestellt wurde.

## Modellgeschichte
Der AC Greyhound wurde auf der London Motor Show im Oktober 1959 vorgestellt. Er war ein zweitüriges, viersitziges Coupé mit Fließheck-Karosserie, das die bisherigen Modelle der Marke, den offenen Zweisitzer Ace und den geschlossenen Zweisitzer Aceca, ergänzte. AC verwendete einen Rohrrahmen wie bei Ace und Aceca, verlängerte aber den Radstand um 250 mm und baute hinten eine Schräglenkerachse ein. 

### Die Karosserie
Die Karosserie des Greyhound war von Alan Turner entworfen worden, dem Chefingenieur von AC Cars. Der Entwurf orientierte sich im Kern an den Linien des Aston Martin DB4, war aber nach allgemeiner Ansicht weniger elegant proportioniert. Auf eine sehr lange Motorhaube folgt eine recht knappe, hohe Fahrgastzelle. Turners erster Entwurf trug noch eine sehr breite C-Säule mit knappen, angeschnittenen Seitenfenstern. Für die Serienproduktion wurden die Rückfenster vergrößert, und das Fließheck erhielt eine großzügige Panoramascheibe, deren Gestaltung an den Bristol 405 erinnerte. Am Heck fanden sich schließlich deutlich wahrnehmbare Flossen, die die Rückleuchten trugen. Die Karosserie der Serienmodelle wurde in Handarbeit aus Aluminium hergestellt.

### Die Motoren
AC bot den Greyhound mit drei Motoren an, die jeweils an ein handgeschaltetes Vierganggetriebe gekoppelt waren, auf Wunsch war auch ein Overdrive erhältlich:
- Zunächst gab es den Greyhound mit einem zwei Liter großen Reihensechszylindermotor, den AC selbst konstruiert hatte. Er gab bei 4500/min 75 hp (56 kW) ab und wurde im Allgemeinen als träge beschrieben. Nur wenige Kunden bestellten ihn.

- Außerdem war ein ebenfalls zwei Liter großer Sechszylindermotor des Konkurrenten Bristol Cars Ltd. erhältlich. Dieser beruhte auf einer BMW-Konstruktion und Bristol bot ihn zu dieser Zeit für seine eigenen Modelle schon nicht mehr an: Der T 102 genannte Zweiliter-Motor war zuletzt im Bristol 405 verwendet worden, dessen Produktion man 1958 eingestellt hatte. Das zeitgenössische Bristol-Modell, der 406, erhielt stattdessen eine auf 2,2 Liter vergrößerte Version des Motors namens T110. Der  Zweilitermotor des AC leistete 105 bhp (78 kW) bei 4700/min, war aber wesentlich drehfreudiger und durchzugstärker als ACs eigener Motor. Die meisten Greyhounds wurden mit dem Zweilitermotor von Bristol ausgestattet. Einige wenige Exemplare sollen mit dem 2,2 Liter großen Bristol T 110-Motor ausgeliefert worden sein; dieser leistete 125 bhp (93 kW). Bristol wechselte 1961 mit dem Modell 407 zu amerikanischen Chrysler-Motoren. Ungeachtet dessen lieferte das Unternehmen zunächst weiter die eigenen Sechszylinder an AC; im Sommer 1962 wurde die Produktion des Motors allerdings endgültig eingestellt.

- Als Ersatz für den Bristol-Motor bezog AC für das letzte Jahr der Produktion einen 2,6 Liter großen Sechszylindermotor von der britischen Ford-Filiale, der für die Limousine Zephyr konzipiert worden war. Er leistete zwar 170 bhp (127 kW), war aber phlegmatisch und veränderte durch seine Masse die Gewichtsverteilung des Greyhound nachteilig. Nur wenige Greyhounds wurden damit ausgestattet.

## Die Produktion
AC stellte zwischen 1959 und 1963 insgesamt 82 Exemplare (zuzüglich eines Prototyps) her. Grund für die geringe Verbreitung des Wagens war außer dem nicht sehr attraktiven Aussehen vor allem der hohe Preis: Der Greyhound war um die Hälfte teurer als ein Jaguar XK 150, der seinerseits aber mit 190 bhp (142 kW) nahezu doppelt so stark war wie der AC und zudem – nach Ansicht der meisten Beobachter – auch noch deutlich besser aussah. 
AC stellte im Sommer 1963 die Produktion ein, als das Unternehmen einsehen musste, dass mit den verfügbaren Motoren keine seriöse Konkurrenzsituation zu den Aston Martin oder den mit amerikanischen Motoren ausgerüsteten Bristol aufgebaut werden konnte. AC versuchte zunächst noch, andere Motoren für den Greyhound zu finden – dazu gehörte der Achtzylinder von Daimler und der kleine Aluminium-Achtzylinder von Buick, der kurze Zeit später von Rover übernommen wurde –, daraus wurde letztlich aber nichts. Das Unternehmen hatte realisiert, dass mit den kleinen Cobras, die zur gleichen Zeit für Carroll Shelby entstanden und auf den ACE Ace-Chassis beruhten, wesentlich mehr zu verdienen war als mit dem Greyhound.
Ein indirekter Nachfolger des Greyhound war der AC 428. Zwischen 1965 und 1973 wurden 81 Stück davon hergestellt. AC verwendete dafür ein verlängertes Cobra-Chassis mit einem großen amerikanischen Achtzylindermotor und italienischer Karosserie von Frua. 

## Konkurrenten
- Aston Martin DB4
- Bristol 406
- Jaguar XK 150